# Berthold von Holle
Berthold von Holle war ein deutscher Dichter des 13. Jahrhunderts.

## Leben und Werk
Die zeitliche Einordnung ist möglich, da Berthold Herzog Johann I. von Braunschweig und Lüneburg als zeitgenössischen Gewährsmann nennt. Zur fraglichen Zeit gab es zwei Träger des Namens Berthold von Holle. Berthold I., der zwischen 1219 und 1251 in Urkunden erwähnt wird, war Ritter und Truchsess im Dienst des Hildesheimer Bischofs Konrad II. Als Dichter wird aber eher sein Neffe, ebenfalls Berthold von Holle genannt, vermutet, ein Ministeriale wie sein Onkel.
Neben dem etwa 5000 Verse umfassenden, fast vollständig in einer Handschrift aus Pommersfelden (1470) erhaltenen Crane und dem Demantin ist unter dem Namen Bertholds nur noch ein Fragment des Versepos Darifant überliefert. Der Crane ist um 1260 entstanden. Da der Dichter sich hierin ausdrücklich als Verfasser des Demantin bezeichnet, muss dieses Werk bereits vorgelegen haben. Die zeitliche Einordnung des Darifant ist noch unklar.
Anders als die Verfasser der klassischen mittelalterlichen Versepen schreibt Berthold nicht in mittelhochdeutscher Sprache, sondern in einem niederdeutschen Dialekt. Seine Wortwahl ist zumeist knapp, seine Verse eher schmucklos, was oft zu Vergleichen mit Wolfram von Eschenbach Anlass bot (zum Beispiel Steinmeyer in der Allgemeinen deutschen Biographie). Wolfram ist auch der einzige Dichter, den Berthold in seinem Werk – und zwar im Demantin – erwähnt.
Eine direkte Quelle für Bertholds Epen, in Form einer literarischen Vorlage ist nicht bekannt. Auch ein ungarischer König Gayol, der Held des Epos Crane, existierte nicht.

## Nachleben
- Aus dem 15. Jahrhundert ist eine niederrheinische Prosabearbeitung des Crane überliefert.
- Der Crane findet sich weiterhin in einem Lübecker Fastnachtsspiel Crane, Falke und Stare aus dem Jahre 1444 wieder.
- Zur 850-Jahr-Feier des Dorfes Holle im Jahr 1996 schuf die Autorin Petra Hartmann eine Nacherzählung des ersten Teils des Crane, dem sie zwei Jahre später einen zweiten Teil, Die Rückkehr des Kranichs folgen ließ. Beide Erzählungen erschienen später in ihrem Buch Geschichten aus Movenna.
- 2016 veröffentlichte Petra Hartmann zwei Bücher mit Nacherzählungen des "Crane" und des "Demantin".
- In Holle erinnert seit 1996 ein Gedenkstein mit der Aufschrift "Erster Dichter in höfischer Sprache" an den Dichter. Auch eine Straße in Holle ist nach ihm benannt.

## Textausgaben
- Berthold von Holle: Werke. Hrsg. v. Karl Bartsch. Osnabrück, 1967. Neudruck der Ausgabe Nürnberg, 1858. (Enthält Crane und Darifant-Fragment)
- Demantin von Berthold von Holle. Hrsg. v. Karl Bartsch (= Bibliothek des Litterarischen Vereins in Stuttgart, Band 123), Tübingen 1875. Online bei archive.org

## Nachdichtungen
- Berthold von Holle: Crane. Ein Ritter Epos, neu erzählt von Petra Hartmann. Verlag Monika Fuchs, Hildesheim, 2016, ISBN 978-3-940078-48-3. (Enthält ein Nachwort zu Bertholds Leben und Werk sowie eine Literaturliste.)
- Berthold von Holle: Demantin. Ein Ritter Epos, neu erzählt von Petra Hartmann. Verlag Monika Fuchs, Hildesheim, 2016, ISBN 978-3-940078-34-6.

### Bücher
- Gabriele von Malsen-Tilborch: Repräsentation und Reduktion. Strukturen späthöfischen Erzählens bei Berthold von Holle. Beck, München 1973. (Diss. München, 1970)
- Justus Fischer: Die Darstellung der Personen bei Berthold von Holle. Diss. Hamburg 1921.
- Ernst Laurenze: Berthold von Holle. Studien zur äußeren und inneren Form seiner Werke. Diss. Göttingen 1932.
- Lydia Richter: Höfische Epik im niederdeutschen Raum. Studien zu Berthold von Holle. (Magisterarbeit, Universität Hannover, 1990.)
- Alfred Schaper: Überlieferung und Reihenfolge der Werke Bertholds von Holle. Diss. Göttingen 1921.
- Matthias Wermke: Elemente mündlicher Komposition in der ritterlichen Epik des späten 13. Jahrhunderts. Die Versromane Bertholds von Holle. Frankfurt am Main, Bern / New York / Paris 1988.

### Aufsätze
- Elias von Steinmeyer: Holle, Berthold v. In: Allgemeine Deutsche Biographie (ADB). Band 12, Duncker & Humblot, Leipzig 1880, S. 755.
- Karl Bartsch: Die Sprache Bertholds von Holle. In: Germania. 23/1878, S. 507f.
- J. Bolte: Zum Crane Bertholds von Holle. In: Jahrbuch für niederdeutsche Sprachforschung. Jhg. 1893, XVIII, Norden/Leipzig 1893, S. 114–119.
- Gerhard Cordes: Berthold von Holle. In: Correspondenzblatt des Vereins für Niederdeutsche Sprachforschung. Jhg. 1938, H. 51/2, S. 19–21.
- C. Grotefend: Berthold von Holle. In: Zeitschrift des historischen Vereins für Niedersachsen. Jg. 1864, S. 117–135.
- Albert Leitzmann: Untersuchungen ueber Berthold von Holle. In: Beiträge zur Geschichte der deutschen Sprache und Literatur. 16, 1892, S. 1–48.
- Egon Perkuhn: Der Sänger Berthold von Holle. In: E. P.: Unter der Eiche von Holle. (= Beiträge zur Heimatkunde der Gemeinde Holle. Band 1). Hildesheim 1986, S. 53–61.
- Lydia Richter: Berthold von Holle. "Wu ein getruwe truwe vant". In: Jürgen Peters, Wilhelm Heinrich Pott (Hrsg.): Von Dichterfürsten und anderen Poeten. kleine niedersächsische Literaturgeschichte. Band 1, Hannover 1993, S. 19–25.
- Karl Stackmann: Berthold von Holle. In: Neue Deutsche Biographie (NDB). Band 2, Duncker & Humblot, Berlin 1955, ISBN 3-428-00183-4, S. 163 (Digitalisat).